# Agnes Uggla
Agnes Magnusdotter Uggla, född 2 oktober 1990, är en svensk copywriter, podcastare och programledare. Hon är dotter till artisten Magnus Uggla.

## Biografi
Agnes Uggla växte upp i Danderyd. Hennes far skrev i hennes barndom låten "1:a gången" till henne, där han tilltalar sin dotter med att hon har för bråttom att fylla år och bli stor.
Hon började arbeta i reklambranschen och tillsammans med en vän gick hon på Miami Ad School i New York. De började sedan arbeta tillsammans på reklambyrån Droga5 med märken som Google Pixel och Under Armour. De gjorde en kampanjfilm till Hillary Clintons valkampanj inför valet 2016 innan de åkte tillbaka till Stockholm och fortsatte i reklambranschen.
Under covid-19-pandemin flyttade hon på grund av restriktionerna hem till sina föräldrar några månader efter att ett längre förhållande avslutats. Hon och fadern började då med en  podcast, Uggla & Ugglas podcast, som hade premiär 2020. Det ledde så småningom till SVT-produktionen Jag och min far (sändningsstart januari 2024), där hon och Magnus Uggla reste runt i världen för att utforska olika teman, lära sig mer om livet, om sig själva och om varandra.

## Medverkan i TV-produktioner
- 2022 – Bianca (TV-program), gäst
- 2024 – Carina Bergfeldt (TV-program), gäst
- 2024–2025 – Jag och min far (TV-serie), programledare

## Utmärkelser
- Aftonbladet Nöje - Veckans Kex[7]